# Ondarroa
Ondarroa város Spanyolországban,  Bizkaia tartományban. Ondarroa Berriatua községgel határos. Lakosainak száma 8113 fő (2024).

## Népesség
A település népessége az utóbbi években az alábbiak szerint változott:
| Lakosok száma | 9845 | 9642 | 9072 | 8921 | 8838 | 8575 | 8477 | 8400 | 8246 | 8113 |
|               | 2001 | 2004 | 2007 | 2009 | 2012 | 2014 | 2017 | 2019 | 2022 | 2024 |